# Victoria de Francia
Victoria de Francia (francés: Victoire de France) (Versalles, 11 de mayo de 1733-Trieste, 7 de junio de 1799), llamada primero Madame Quatrième y luego Madame Victoria, fue una princesa francesa de la época de la Revolución francesa.

## Primeros años
Fue la séptima descendiente y la quinta hija del rey Luis XV de Francia y de María Leszczyńska. Junto con sus hermanas menores, fue educada a partir de 1738 por las religiosas de la Abadía de Fontevraud, llamada "la reina de las abadías".
Su abadesa, nacida Luisa Francisca de Rochechouart de Mortemart, tenía 74 años y estaba considerada una superiora firme y sabia, y la sucedió Luisa Claire de Montmorin de Saint Hérem. Fue llamada primeramente "Madame Quatrième" (su hermana mayor murió en febrero de 1733, antes de su nacimiento), hasta que recibió el bautismo en 1745, al mismo tiempo que sus hermanas, llamándose a partir de entonces Victoria.

### Aspecto físico
Victoria era considerada la más hermosa de las hijas de los reyes: "Sus ojos oscuros tienen una inquietante dulzura; la larga franja de cejas sombrea sus mejillas; la boca es sensual; el mentón estrecho; la frente ancha; el cabello negro (como su padre) es armonizado con el tinte mate y dorado; él vestido bordado en oro, el echarpe de seda amarilla y los encajes blancos parecen prever un cuerpo voluptuoso" escribiría Pedro de Nolhac al comentar el retrato pintado por Jean Marc Nattier.

## Retorno a Versalles
Victoria volvió a la Corte en marzo de 1748. Muy apegada a su madre, a su hermano, el Delfín, y a sus hermanas, sufrió con ellos los continuos adulterios del rey, la rigidez del protocolo y la bajeza de los cortesanos. De modo que se retiró poco a poco, como lo hacían también sus allegados, de la vida mundana de Versalles. Nunca fue una hija obediente y devota.
Victoria aprendió, como su hermano y hermanas, a tocar distintos instrumentos de música, pero no llegó a apreciar los bailes, dónde debía aparecer. Mostró un particular interés por los jardines y las plantas exóticas, una afición muy común en la época. Su hermana Madame Isabel, casada con el infante Felipe de Parma, deseaba que Victoria se casara con su cuñado, el rey Fernando VI, cuya esposa se encontraba frágil de salud. Pero la demencia que presentaba Fernando a la muerte de su esposa impidió que se llevara a cabo el matrimonio.

## Revolución francesa
Al comenzar la Revolución francesa, no vivían más que ella y su hermana María Adelaida de los diez hijos que Luis XV tuvo con la reina. Se marcharon de Francia en febrero de 1791, refugiándose cada vez más lejos. Primero fueron a Turín, donde vivía su sobrina Clotilde, hermana de Luis XVI y esposa del príncipe de Piamonte. Luego a Roma, protegidas por el papa, que las albergó en el Palacio Farnesio.
Con la llegada de las tropas francesas, se fueron a Nápoles, donde reinaba María Carolina, una hermana de María Antonieta. Las dos viejas damas deben huir de nuevo en 1798, cruzando el mar Adriático, con destino a Corfú, en una barca de aceite. De aquí se trasladaron a Trieste, última escala para las dos princesas.

## Muerte
Victoria murió de un cáncer de pecho, mientras que Adelaida sólo la sobrevivió ocho meses. Sus cuerpos fueron repatriados a Francia por Luis XVIII, otro de sus sobrinos, y enterrados en la basílica de Saint-Denis.
Una novela de Frédéric Lenormand, Las princesas vagabundas (1998), describe la historia de mesdames, desde su fuga a Italia en 1791 hasta sus muertes. Se puede citar también la biografía de Bruno Cortequisse, Mesdames de Francia, en la que rinde honor a las hijas de Luis XV.

## Galería

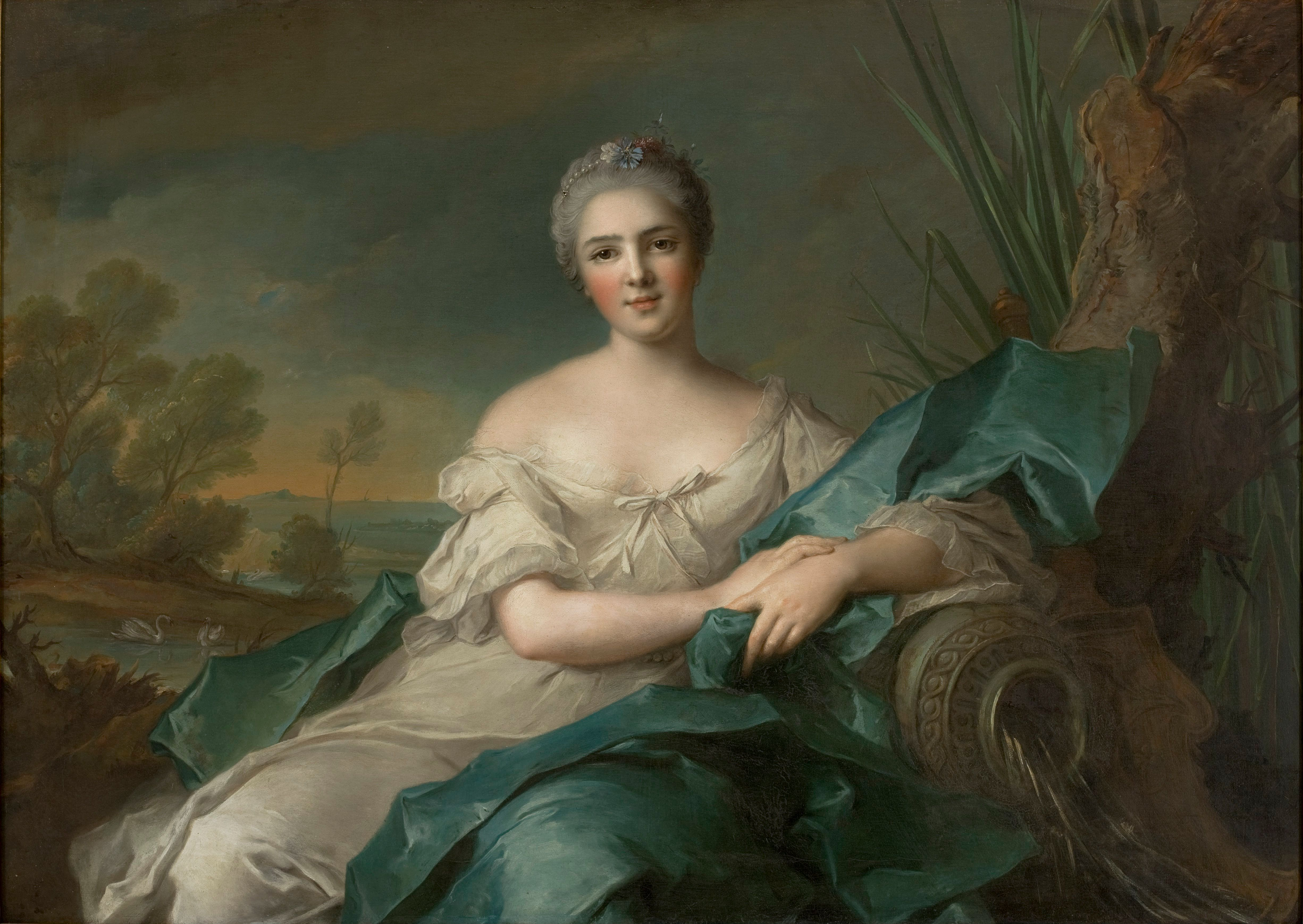
Madame Victoria, como alegoria del agua en 1751 por Jean-Marc Nattier
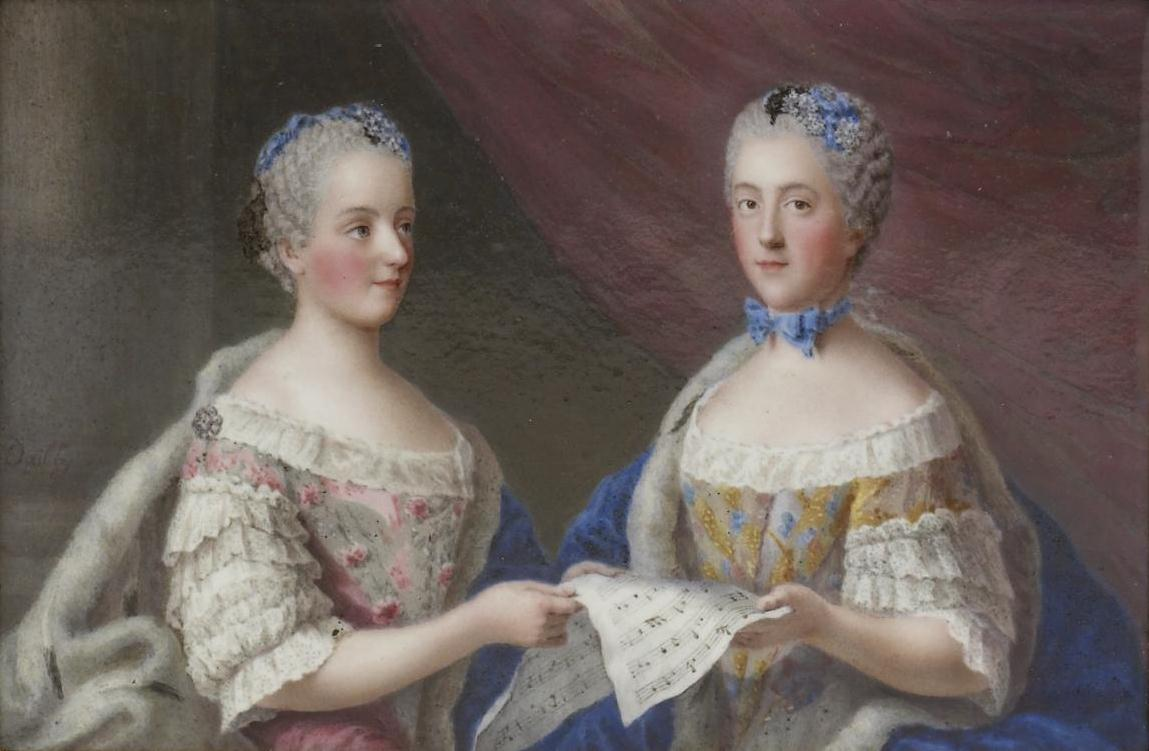
Madame Victoria (izquierda) con su hermana Madame Sofía (derecha) entre 1761 y 1762

## Ancestros
|  |                                            |  |  |  |  |  |  |  |  |  |  |  |  |  |  |  |
|  | 16. Luis XIV de Francia                    |  |  |  |  |  |  |  |  |  |  |  |  |  |  |  |
|  |                                            |  |  |  |  |  |  |  |  |  |  |  |  |  |  |  |
|  |                                            |  |  |  |  |  |  |  |  |  |  |  |  |  |  |  |
|  | 8. Delfín Luis de Francia                  |  |  |  |  |  |  |  |  |  |  |  |  |  |  |  |
|  |                                            |  |  |  |  |  |  |  |  |  |  |  |  |  |  |  |
|  |                                            |  |  |  |  |  |  |  |  |  |  |  |  |  |  |  |
|  | 17. María Teresa de Austria                |  |  |  |  |  |  |  |  |  |  |  |  |  |  |  |
|  |                                            |  |  |  |  |  |  |  |  |  |  |  |  |  |  |  |
|  |                                            |  |  |  |  |  |  |  |  |  |  |  |  |  |  |  |
|  | 4. Luis de Francia                         |  |  |  |  |  |  |  |  |  |  |  |  |  |  |  |
|  |                                            |  |  |  |  |  |  |  |  |  |  |  |  |  |  |  |
|  |                                            |  |  |  |  |  |  |  |  |  |  |  |  |  |  |  |
|  | 18. Fernando María de Baviera              |  |  |  |  |  |  |  |  |  |  |  |  |  |  |  |
|  |                                            |  |  |  |  |  |  |  |  |  |  |  |  |  |  |  |
|  |                                            |  |  |  |  |  |  |  |  |  |  |  |  |  |  |  |
|  | 9. María Ana Cristina de Baviera           |  |  |  |  |  |  |  |  |  |  |  |  |  |  |  |
|  |                                            |  |  |  |  |  |  |  |  |  |  |  |  |  |  |  |
|  |                                            |  |  |  |  |  |  |  |  |  |  |  |  |  |  |  |
|  | 19. Enriqueta Adelaida de Saboya           |  |  |  |  |  |  |  |  |  |  |  |  |  |  |  |
|  |                                            |  |  |  |  |  |  |  |  |  |  |  |  |  |  |  |
|  |                                            |  |  |  |  |  |  |  |  |  |  |  |  |  |  |  |
|  | 2. Luis XV de Francia                      |  |  |  |  |  |  |  |  |  |  |  |  |  |  |  |
|  |                                            |  |  |  |  |  |  |  |  |  |  |  |  |  |  |  |
|  |                                            |  |  |  |  |  |  |  |  |  |  |  |  |  |  |  |
|  | 20. Carlos Manuel II de Saboya             |  |  |  |  |  |  |  |  |  |  |  |  |  |  |  |
|  |                                            |  |  |  |  |  |  |  |  |  |  |  |  |  |  |  |
|  |                                            |  |  |  |  |  |  |  |  |  |  |  |  |  |  |  |
|  | 10. Víctor Amadeo II de Saboya             |  |  |  |  |  |  |  |  |  |  |  |  |  |  |  |
|  |                                            |  |  |  |  |  |  |  |  |  |  |  |  |  |  |  |
|  |                                            |  |  |  |  |  |  |  |  |  |  |  |  |  |  |  |
|  | 21. María Juana Bautista de Saboya-Nemours |  |  |  |  |  |  |  |  |  |  |  |  |  |  |  |
|  |                                            |  |  |  |  |  |  |  |  |  |  |  |  |  |  |  |
|  |                                            |  |  |  |  |  |  |  |  |  |  |  |  |  |  |  |
|  | 5. María Adelaida de Saboya                |  |  |  |  |  |  |  |  |  |  |  |  |  |  |  |
|  |                                            |  |  |  |  |  |  |  |  |  |  |  |  |  |  |  |
|  |                                            |  |  |  |  |  |  |  |  |  |  |  |  |  |  |  |
|  | 22. Felipe I de Orleans                    |  |  |  |  |  |  |  |  |  |  |  |  |  |  |  |
|  |                                            |  |  |  |  |  |  |  |  |  |  |  |  |  |  |  |
|  |                                            |  |  |  |  |  |  |  |  |  |  |  |  |  |  |  |
|  | 11. Ana María de Orleans                   |  |  |  |  |  |  |  |  |  |  |  |  |  |  |  |
|  |                                            |  |  |  |  |  |  |  |  |  |  |  |  |  |  |  |
|  |                                            |  |  |  |  |  |  |  |  |  |  |  |  |  |  |  |
|  | 23. Enriqueta Ana Estuardo                 |  |  |  |  |  |  |  |  |  |  |  |  |  |  |  |
|  |                                            |  |  |  |  |  |  |  |  |  |  |  |  |  |  |  |
|  |                                            |  |  |  |  |  |  |  |  |  |  |  |  |  |  |  |
|  | 1. Victoria de Francia                     |  |  |  |  |  |  |  |  |  |  |  |  |  |  |  |
|  |                                            |  |  |  |  |  |  |  |  |  |  |  |  |  |  |  |
|  |                                            |  |  |  |  |  |  |  |  |  |  |  |  |  |  |  |
|  | 24. Bogusław Leszczyński                   |  |  |  |  |  |  |  |  |  |  |  |  |  |  |  |
|  |                                            |  |  |  |  |  |  |  |  |  |  |  |  |  |  |  |
|  |                                            |  |  |  |  |  |  |  |  |  |  |  |  |  |  |  |
|  | 12. Rafael Leszczyński                     |  |  |  |  |  |  |  |  |  |  |  |  |  |  |  |
|  |                                            |  |  |  |  |  |  |  |  |  |  |  |  |  |  |  |
|  |                                            |  |  |  |  |  |  |  |  |  |  |  |  |  |  |  |
|  | 25. Anna, condesa von Denhoff              |  |  |  |  |  |  |  |  |  |  |  |  |  |  |  |
|  |                                            |  |  |  |  |  |  |  |  |  |  |  |  |  |  |  |
|  |                                            |  |  |  |  |  |  |  |  |  |  |  |  |  |  |  |
|  | 6. Estanislao I Leszczynski                |  |  |  |  |  |  |  |  |  |  |  |  |  |  |  |
|  |                                            |  |  |  |  |  |  |  |  |  |  |  |  |  |  |  |
|  |                                            |  |  |  |  |  |  |  |  |  |  |  |  |  |  |  |
|  | 26. Stanisław Jan Jabłonowski              |  |  |  |  |  |  |  |  |  |  |  |  |  |  |  |
|  |                                            |  |  |  |  |  |  |  |  |  |  |  |  |  |  |  |
|  |                                            |  |  |  |  |  |  |  |  |  |  |  |  |  |  |  |
|  | 13. Ana Jablonowska                        |  |  |  |  |  |  |  |  |  |  |  |  |  |  |  |
|  |                                            |  |  |  |  |  |  |  |  |  |  |  |  |  |  |  |
|  |                                            |  |  |  |  |  |  |  |  |  |  |  |  |  |  |  |
|  | 27. Marianna Kazanowska                    |  |  |  |  |  |  |  |  |  |  |  |  |  |  |  |
|  |                                            |  |  |  |  |  |  |  |  |  |  |  |  |  |  |  |
|  |                                            |  |  |  |  |  |  |  |  |  |  |  |  |  |  |  |
|  | 3. María Leszczynska                       |  |  |  |  |  |  |  |  |  |  |  |  |  |  |  |
|  |                                            |  |  |  |  |  |  |  |  |  |  |  |  |  |  |  |
|  |                                            |  |  |  |  |  |  |  |  |  |  |  |  |  |  |  |
|  | 28. Krzystof Opaliński                     |  |  |  |  |  |  |  |  |  |  |  |  |  |  |  |
|  |                                            |  |  |  |  |  |  |  |  |  |  |  |  |  |  |  |
|  |                                            |  |  |  |  |  |  |  |  |  |  |  |  |  |  |  |
|  | 14. Juan Carlos Opalinski                  |  |  |  |  |  |  |  |  |  |  |  |  |  |  |  |
|  |                                            |  |  |  |  |  |  |  |  |  |  |  |  |  |  |  |
|  |                                            |  |  |  |  |  |  |  |  |  |  |  |  |  |  |  |
|  | 29. Teresa Konstancya Czarnkowska          |  |  |  |  |  |  |  |  |  |  |  |  |  |  |  |
|  |                                            |  |  |  |  |  |  |  |  |  |  |  |  |  |  |  |
|  |                                            |  |  |  |  |  |  |  |  |  |  |  |  |  |  |  |
|  | 7. Catalina Opalinska                      |  |  |  |  |  |  |  |  |  |  |  |  |  |  |  |
|  |                                            |  |  |  |  |  |  |  |  |  |  |  |  |  |  |  |
|  |                                            |  |  |  |  |  |  |  |  |  |  |  |  |  |  |  |
|  | 30. Adam-Uryel Czarnkowski                 |  |  |  |  |  |  |  |  |  |  |  |  |  |  |  |
|  |                                            |  |  |  |  |  |  |  |  |  |  |  |  |  |  |  |
|  |                                            |  |  |  |  |  |  |  |  |  |  |  |  |  |  |  |
|  | 15. Zofia Czarnkowska                      |  |  |  |  |  |  |  |  |  |  |  |  |  |  |  |
|  |                                            |  |  |  |  |  |  |  |  |  |  |  |  |  |  |  |
|  |                                            |  |  |  |  |  |  |  |  |  |  |  |  |  |  |  |
|  | 31. Teresa Zaleska                         |  |  |  |  |  |  |  |  |  |  |  |  |  |  |  |
|  |                                            |  |  |  |  |  |  |  |  |  |  |  |  |  |  |  |
|  |                                            |  |  |  |  |  |  |  |  |  |  |  |  |  |  |  |